# Caeté (Indianie)

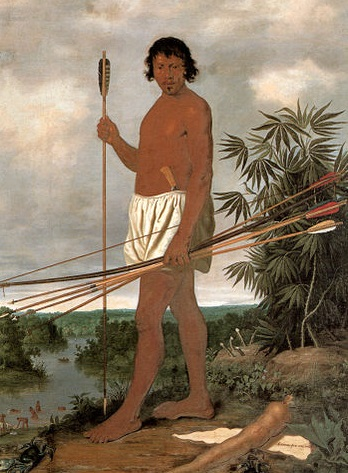
Albert Eckhout: Indiański wojownik z plemienia Tupi

Caetés (Kaeté) – Indianie z Ameryki Południowej należąc do grupy Tupi, mówiącymi językiem tupi-guaran.
W XVI wieku zamieszkiwali wybrzeże dzisiejszej Brazylii między ujściem rzeki São Francisco a wyspą Ilha de Itamaracá u ujścia rzeki Paraiba, na obszarze ograniczonym od północy przez ziemie Potiguara, a od południa przez Tupinamby. Wraz z przybyciem Europejczyków wyemigrowali częściowo do Pará.
Byli rybakami i myśliwymi. Używali sieci, haczyków i harpunów wykonanych z kości. Podczas polowań używali łuków, strzał i pułapek, chwytając ptaki i ssaki. Spożywali ryby i mięso pieczone na rozżarzonych węglach lub wędzone. 
Byli wioślarzami używającymi przybrzeżnych kajaków oraz budowniczymi tego typu jednostek pływających. Wyplatali hamaki, rzeźbili koryta i tykwy, których używali jako talerzy i kubków. Z bananów i palm robili słomiane kosze, a także naczynia i gliniane garnki.
Byli też rolnikami, uprawiali kukurydzę, fasolę, tytoń i maniok. Jedli także owoce i inne korzenie, takie jak ziemniaki i ignamy.
Czcili boga zwanego Tupã, czcili księżyc i słońce, wierzyli też w istoty nadprzyrodzone, takie jak caipora, sowa uważana przez nich za zły omen.
Indianie tego plemienia, praktykowali też rytualny kanibalizm. W 1556 roku zostali oskarżeni o zamordowanie i pożarcie pierwszego biskupa Brazylii (wówczas kolonii Portugalii) Dom Pero Fernandes Sardinha, którego statek podczas powrotu do Europy rozbił się u wybrzeży ujścia Rio Coruripe wraz z innymi pasażerami.
Zbrodnia ta wstrząsnęła Portugalczykami, którzy rozpoczęli wojnę z Indianami tego plemienia. W ciągu pięciu lat konfliktu Portugalczycy wymordowali około 80 tysięcy Caetés, wyniszczając ich niemal doszczętnie. Na obszarze ich ziem rozpoczęli kolonizację. 